# Néa Zíchni
Néa Zíchni (en grec moderne : Νέα Ζίχνη) est un dème situé dans la périphérie de Macédoine-Centrale en Grèce. Le dème actuel est issu de la fusion en 2011 entre les dèmes d'Alistráti et de Néa Zíchni.